# Aechmea cylindrata
Aechmea cylindrata là một loài thực vật có hoa trong họ Bromeliaceae. Loài này được Lindm. mô tả khoa học đầu tiên năm 1891.

## Hình ảnh

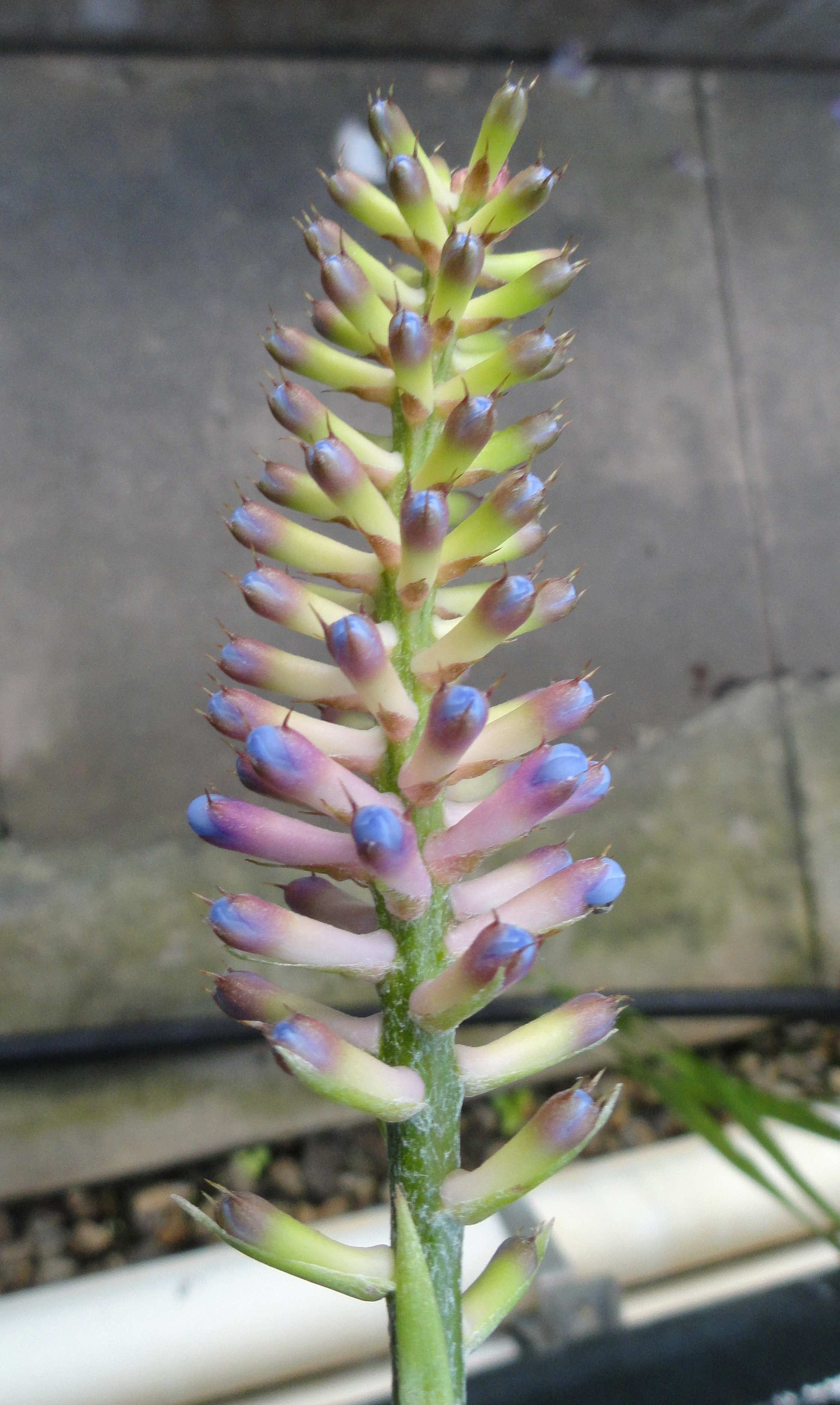
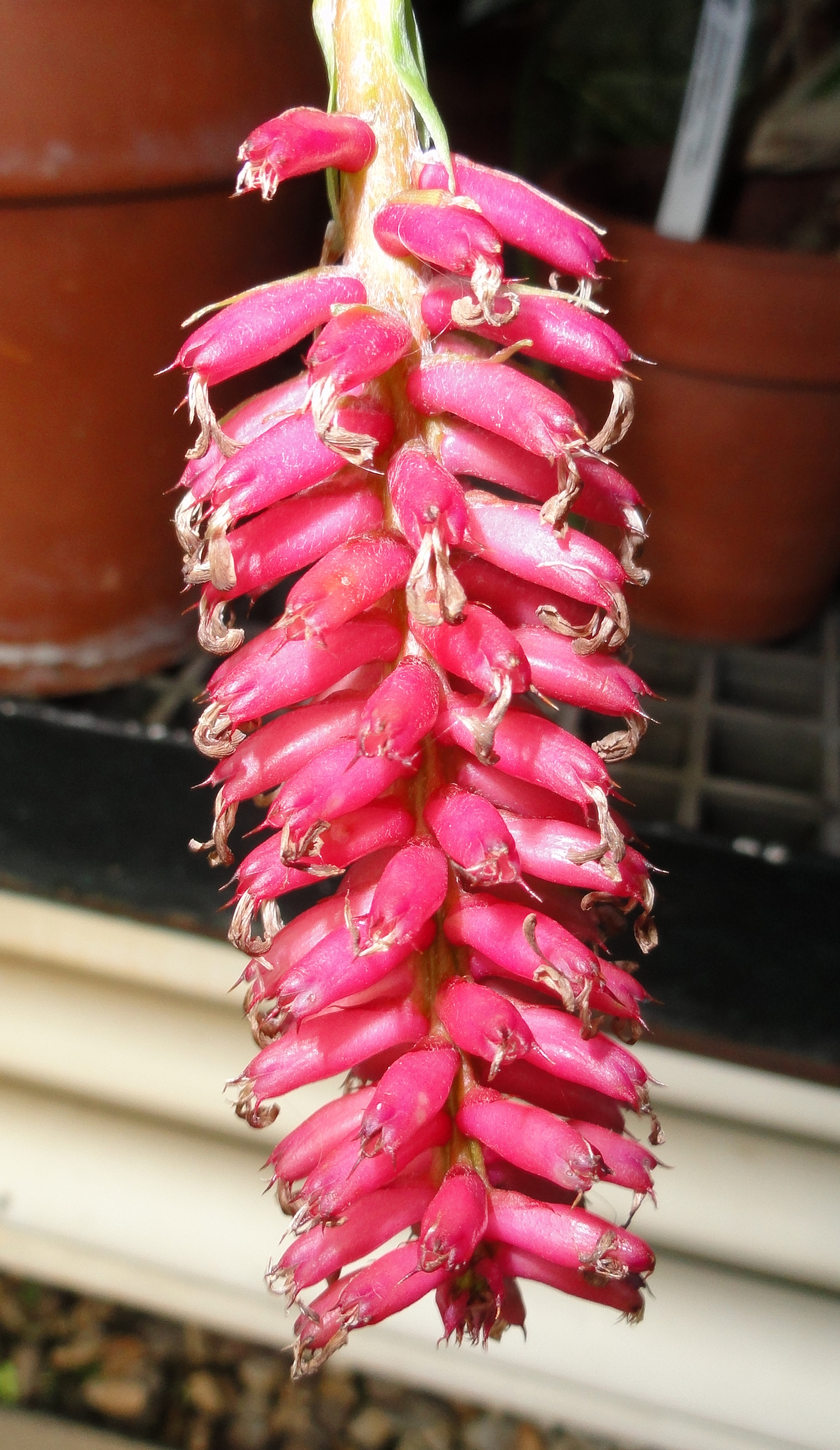